# Aurélia Fronty
Aurélia Fronty est une illustratrice française de littérature jeunesse née en 1973 à Paris

## Biographie
Elle est née de parents espagnols de Catalogne. Elle fait des études à l'école des Arts Appliqués Duperré. Elle a d'abord travaillé dans la mode. Elle voyage ensuite beaucoup, en tire des carnets de voyages, puis se lance dans l'illustration,,,,,,.
En 2021, elle crée le graphisme des vitrines de Noël du magasin Printemps Haussmann.

### Illustratrice
- J'ai le droit d'être un enfant, Alain Serres, Rue du Monde, 2019
- Les Plus Belles comptines italiennes : 32 filastrocche, Liliana Brunello, Magdeleine Lerasle, Aurélia Fronty, Nathalie Novi, Didier Jeunesse, 2019
- Tous les enfants ont droit à la culture, Alain Serres, Rue du Monde, 2019
- J'ai le droit de sauver ma planète, Alain Serres, Rue du Monde, 2019
- l'ABC du petit philosophe, Pierre Coran, A pas de loups, 2018
- L'histoire de la petite fille qui marchait toute seule dans la neige, Rue du monde, 2018
- Une cuisine qui sent bon. Les soupes du monde, Alain Serres, Rue du Monde, 2012
- Tristan et Iseult, Béatrice Fontanel, Gautier-Languereau, 2009
- Raja : le plus grand magicien du monde, Carl Norac, 2009
- La maison, de Vinicius de Moraes, Laura Tamiana (Traduction), Editions Rue du monde, 2008
- Le roi Arthur, adaptation de Nicolas Cauchy, Gautier-Languereau, 2007
- Les habits des petits, Claude Helft ; Desclée de Brouwer, 2003
- Rendez-vous d'amour à Paris, Fabienne Rousso, 2000

### Autrice du texte
- Dans les yeux du loup (2014)
- La Belle et la Bête, rendez-vous à Venise (2013)
- Un jour grand-père m'a donné un ruisseau (2010)
- Sous la peau d'un homme (2007)
- Dédale et Icare (2007)
- Les mots à la bouche (2006)
- L'enfant qui mangeait les nuages (2006)
- Le voleur et le magicien (2005)
- Mamie Marie (2004)
- Les habits des petits (2003)
- One city, two brothers
- A arca de Noé